# Mecodina hybrida
Mecodina hybrida är en fjärilsart som beskrevs av Louis Beethoven Prout 1926. Mecodina hybrida ingår i släktet Mecodina och familjen nattflyn. Inga underarter finns listade i Catalogue of Life.